# Avant-lès-Ramerupt

Avant-lès-Ramerupt este o comună în departamentul Aube din nord-estul Franței. În 1 ianuarie 2022 avea o populație de 156 de locuitori.